# Lukas Klostermann
Lukas Klostermann, né le 3 juin 1996 à Herdecke en Allemagne, est un footballeur international allemand, qui évolue au poste de défenseur central au RB Leipzig.

## Biographie

### VfL Bochum
Né à Herdecke, en Allemagne, Klostermann a commencé à jouer au football quand il avait "cinq ou six ans". Il a joué pour différentes équipes de jeunes au FSV Gevelsberg, au SSV Hagen et au VfL Bochum. Pendant son temps au FSV Gevelsberg, il a joué à différentes positions avant de se fixer en défense au VfL Bochum,.
Après avoir progressé dans le système de jeunes du VfL Bochum, Klostermann a été promu en équipe des moins de 19 ans, puis au VfL Bochum II. Pendant son temps au système de jeunes du VfL Bochum, Klostermann a été capitaine des équipes des moins de 17 ans et des moins de 19 ans. À un moment donné, il a signé un contrat avec le club, le liant jusqu'en 2015. Il a fait ses débuts pour le club en tant que remplaçant en seconde période, lors d'une victoire 2-0 contre le VfR Aalen le 14 mars 2014. Au moment de ses débuts, il avait seulement 17 ans et 283 jours. Vers la fin de la saison 2013-2014, Klostermann a pris la place de Paul Freier dans l'équipe première pour le poste de latéral droit. Ses quelques apparitions en équipe première lui ont valu d'être nommé Joueur du Mois du club pour le mois de mai. À la fin de la saison 2013-2014, il a disputé neuf matchs pour l'équipe.
À la fin du mois de juin, il a été révélé que Klostermann n'avait pas encore signé de contrat professionnel, ce qui a conduit à des négociations. En août 2014, il a été annoncé que Klostermann et le VfL Bochum n'avaient pas réussi à trouver un accord concernant la prolongation de son contrat.

### RB Leipzig
Par la suite, il n'a pas joué un autre match pour Bochum et le 22 août 2014, il a été annoncé qu'il transférerait au RB Leipzig. Il a signé pour Leipzig un contrat de quatre ans jusqu'en 2018.
Peu de temps après avoir rejoint le RB Leipzig, Klostermann a été affecté à l'équipe des moins de 19 ans et au RB Leipzig II. Il a fait ses débuts avec le RB Leipzig contre Erzgebirge Aue au deuxième tour de la DFB-Pokal le 29 octobre 2014, mais il a marqué un but contre son camp et a ensuite aidé l'équipe à gagner 3-1 plus tard dans le match. Ce n'est que le 12 décembre 2014 qu'il a fait ses débuts en championnat pour le club, en tant que remplaçant tardif, lors d'une victoire 1-0 contre Greuther Fürth. Il a ensuite fait sa première titularisation pour le RB Leipzig le 6 février 2015, dans un match nul 2-2 contre Erzgebirge Aue. Vers la fin de la saison 2014-2015, Klostermann a bénéficié de quelques apparitions en équipe première en raison de la crise défensive du club. Il a ensuite marqué son premier but pour le club le 24 avril 2015, lors d'une victoire 2-1 contre Darmstadt 98. À la fin de la saison 2014-2015, Klostermann a disputé un total de 15 matchs et marqué un but dans toutes les compétitions.
Dans la saison 2015–2016, Klostermann a commencé la saison en jouant au poste de latéral droit pour l'équipe et est rapidement devenu le premier choix du club tout au long de la saison. Il a créé une occasion de but pour Davie Selke, lors d'un match nul 2-2 contre Greuther Fürth lors de la deuxième journée. Il a ensuite marqué son premier but de la saison lors d'une victoire 2-1 contre 1860 Munich le 13 mars 2016. Klostermann a ensuite contribué à la promotion du club en Bundesliga pour la première fois après avoir battu Karlsruher SC 2-0 le 8 mai 2016. Malgré avoir manqué trois matchs en raison de blessures en fin de saison 2015-2016, Klostermann a fini par disputer un total de 31 matchs et marquer un but dans toutes les compétitions.
Avant la saison 2016–2017, Klosterman a été lié à un départ du RB Leipzig, car les duos de la Premier League Tottenham Hotspur et Arsenal ont montré de l'intérêt. Cependant, sa saison a été éclipsée par des blessures. Il n'a fait qu'une seule apparition (et unique) cette saison, en commençant tout le match, lors d'une victoire 1-0 contre Borussia Dortmund lors de la deuxième journée. Alors qu'il se remettait de ses blessures, Klostermann a signé une prolongation de contrat avec le club, le maintenant jusqu'en 2021. Ce n'est qu'en mai 2017 qu'il est revenu s'entraîner avec l'équipe première après sa guérison complète.
La saison 2017–2018 a vu Klostermann retrouver sa place en équipe première au RB Leipzig, jouant au poste de latéral droit. Malgré son absence en début de saison, il a marqué son premier but pour le club lors d'une victoire 2-1 contre 1. FC Köln le 1er octobre 2017. Au second semestre de la saison 2017-2018, Klostermann a perdu sa place au poste de latéral droit au profit de Konrad Laimer. À la place, il a commencé à jouer au poste de latéral gauche pour le reste de la saison 2017-2018, bien qu'il ait occasionnellement joué au poste de latéral droit. À la fin de la saison 2017-2018, Klostermann a disputé un total de trente-neuf matchs dans toutes les compétitions.
Avant la saison 2018–2019, Klostermann a été lié à un transfert du côté de la Serie A avec l'A.S. Roma, mais il a rejeté cette idée et souhaité rester au club. Cependant, au début de la saison 2018-2019, il a été mis sur la touche, étant sur le banc des remplaçants, et a subi une blessure au genou. Après son retour d'une blessure au genou, Klostermann a retrouvé sa place en équipe première au poste de latéral droit malgré une forte concurrence à ce poste. Ce n'est que le 11 novembre 2018 qu'il a marqué son premier but de la saison et a préparé l'un des buts lors d'une victoire 3-0 contre Bayer Leverkusen. Au cours de ce match, Klostermann a disputé son 100e match pour l'équipe. Son deuxième but de la saison est venu un mois plus tard, le 22 décembre 2018, lors d'une victoire 3-2 contre Werder Brême. Après avoir subi une blessure aux ischio-jambiers en sélection nationale, Klostermann est revenu de blessure et a débuté tout le match lors d'une victoire 4-2 contre Bayer Leverkusen le 6 avril 2019. Puis, le 3 mai 2019, il a marqué deux fois pour l'équipe, portant son total à cinq buts cette saison, lors d'un match nul 3-3 contre 1. FSV Mainz 05. Klostermann a contribué à la qualification du club pour leur première finale de la DFB-Pokal après avoir battu Hamburger SV 3-1. Lors de la finale contre Bayern Munich, il a débuté tout le match, mais le RB Leipzig a perdu 3-0. À la fin de la saison 2018-2019, Klostermann a disputé quarante matchs et marqué cinq fois dans toutes les compétitions.

### Carrière internationale
Avec les moins de 19 ans, il participe au championnat d'Europe des moins de 19 ans 2015 organisé en Grèce. Il y joue trois matchs en tant que titulaire.
Il joue son premier match avec l'équipe d'Allemagne espoirs le 3 septembre 2020 face au Danemark. Il entre en jeu à la place de Jeremy Toljan et son équipe s'impose par deux buts à un. Avec cette sélection il participe notamment au championnat d'Europe espoirs en 2019. Lors de ce tournoi il est l'arrière droit titulaire et joue l'intégralité des matchs de son équipe, qui s'incline en finale, battue le 30 juin par l'Espagne (2-1 score final).
Lukas Klostermann fait partie de la liste des 18 joueurs allemands sélectionnés pour disputer les Jeux olympiques d'été de 2016. Lors du tournoi, il inscrit un but, contre le Nigeria (victoire 2-0).
Lukas Klostermann honore sa première sélection avec l'équipe nationale d'Allemagne le 20 mars 2019, à l'occasion d'un match amical contre la Serbie. Il est titularisé et les deux équipes se neutralisent (1-1 score final).
Le 10 novembre 2022, il est sélectionné par Hansi Flick pour participer à la Coupe du monde 2022.

## Statistiques

### En club
| Saison                | Club                  | Championnat           | Championnat | Championnat | Coupe(s) nationale(s) | Coupe(s) nationale(s) | Supercoupe | Supercoupe | Compétition(s) continentale(s) | Compétition(s) continentale(s) | Compétition(s) continentale(s) | Total | Total |
| Saison                | Club                  | Division              | M.          | B.          | M.                    | B.                    | M.         | B.         | Comp.                          | M.                             | B.                             | M.    | B.    |
| 2013-2014             | VfL Bochum            | 2. Bundesliga         | 9           | 0           | -                     | -                     | -          | -          | -                              | -                              | -                              | 9     | 0     |
| 2014-2015             | RB Leipzig            | 2. Bundesliga         | 13          | 1           | 2                     | 0                     | -          | -          | -                              | -                              | -                              | 15    | 1     |
| 2015-2016             | RB Leipzig            | 2. Bundesliga         | 30          | 1           | 1                     | 0                     | -          | -          | -                              | -                              | -                              | 31    | 1     |
| 2016-2017             | RB Leipzig            | 1. Bundesliga         | 1           | 0           | -                     | -                     | -          | -          | -                              | -                              | -                              | 1     | 0     |
| 2017-2018             | RB Leipzig            | 1. Bundesliga         | 26          | 1           | 2                     | 0                     | -          | -          | C1+C3                          | 6+5                            | 0                              | 39    | 1     |
| 2018-2019             | RB Leipzig            | 1. Bundesliga         | 26          | 5           | 5                     | 0                     | -          | -          | C3                             | 9                              | 0                              | 40    | 5     |
| 2019-2020             | RB Leipzig            | 1. Bundesliga         | 31          | 3           | 2                     | 1                     | -          | -          | C1                             | 10                             | 0                              | 43    | 4     |
| 2020-2021             | RB Leipzig            | 1. Bundesliga         | 23          | 1           | 4                     | 0                     | -          | -          | C1                             | 2                              | 0                              | 29    | 1     |
| 2021-2022             | RB Leipzig            | 1. Bundesliga         | 23          | 0           | 3                     | 0                     | -          | -          | C1+C3                          | 5+6                            | 0                              | 37    | 0     |
| 2022-2023             | RB Leipzig            | 1. Bundesliga         | 15          | 0           | 3                     | 0                     | 1          | 0          | C1                             | 2                              | 0                              | 21    | 0     |
| 2023-2024             | RB Leipzig            | 1. Bundesliga         | 24          | 1           | 2                     | 0                     | 1          | 0          | C1                             | 6                              | 0                              | 33    | 1     |
| 2024-2025             | RB Leipzig            | 1. Bundesliga         | 28          | 0           | 3                     | 0                     | 0          | 0          | C1                             | 3                              | 0                              | 34    | 0     |
| Sous-total            | Sous-total            | Sous-total            | 240         | 13          | 27                    | 1                     | 2          | 0          | -                              | 54                             | 0                              | 323   | 14    |
| Total sur la carrière | Total sur la carrière | Total sur la carrière | 249         | 13          | 27                    | 1                     | 2          | 0          | -                              | 54                             | 0                              | 332   | 14    |

### En sélection nationale
| Saison                | Sélection             | Phases finales        | Phases finales | Phases finales | Phases finales | Éliminatoires | Éliminatoires | Éliminatoires | Matchs amicaux | Matchs amicaux | Matchs amicaux | Total | Total | Total |
| Saison                | Sélection             | Compétition           | M              | B              | Pd             | M             | B             | Pd            | M              | B              | Pd             | M     | B     | Pd    |
| --------------------- | --------------------- | --------------------- | -------------- | -------------- | -------------- | ------------- | ------------- | ------------- | -------------- | -------------- | -------------- | ----- | ----- | ----- |
| 2018-2019             | Allemagne             | Ligue des nations     | -              | -              | -              | 1             | 0             | 0             | 1              | 0              | 0              | 2     | 0     | 0     |
| 2019-2020             | Allemagne             | Euro 2020             | -              | -              | -              | 2             | 0             | 1             | -              | -              | -              | 2     | 0     | 1     |
| Total sur la carrière | Total sur la carrière | Total sur la carrière | 0              | 0              | 0              | 3             | 0             | 1             | 1              | 0              | 0              | 4     | 0     | 1     |

## Palmarès

### En club
|  |  | RB Leipzig - Bundesliga - Vice-champion : 2017 - Coupe d'Allemagne - Vainqueur en 2022 et en 2023. - Finaliste en 2021. - Supercoupe d'Allemagne - Vainqueur en 2023. - Finaliste en 2022. |

### En sélection
Allemagne olympique
- Médaille d'argent aux Jeux olympiques d'été de 2016